# Gravity Bone
Gravity Bone es un videojuego de aventuras gratuito desarrollado y publicado por Blendo Games en 2008. El juego emplea una versión modificada del motor id Tech 2 de id Software, utilizado originalmente para Quake 2, e incorpora música de películas del director Wong Kar-wai, originalmente interpretadas por Xavier Cugat. Se produjeron cuatro versiones durante su desarrollo de un año; el primero presentaba elementos de disparos en primera persona más normales que en la versión lanzada. Las versiones posteriores cambiaron en una nueva dirección, con la inclusión de un juego más orientado al espionaje. El juego fue lanzado para Microsoft Windows en agosto de 2008.
Gravity Bone recibió elogios de la crítica. Charles Onyett de IGN lo llamó «un placer para experimentar» y recibió comparaciones con juegos como Team Fortress 2 y Portal. El juego fue elogiado por su historia cohesiva, su atmósfera y su capacidad para captar el interés del jugador en un lapso de tiempo muy corto sin sentirse apresurado o incompleto. Recibió el premio al «Mejor juego de autor» en los premios especiales de Game Tunnel de 2008. Una secuela, Thirty Flights of Loving, se lanzó en 2012.

## Modo de juego

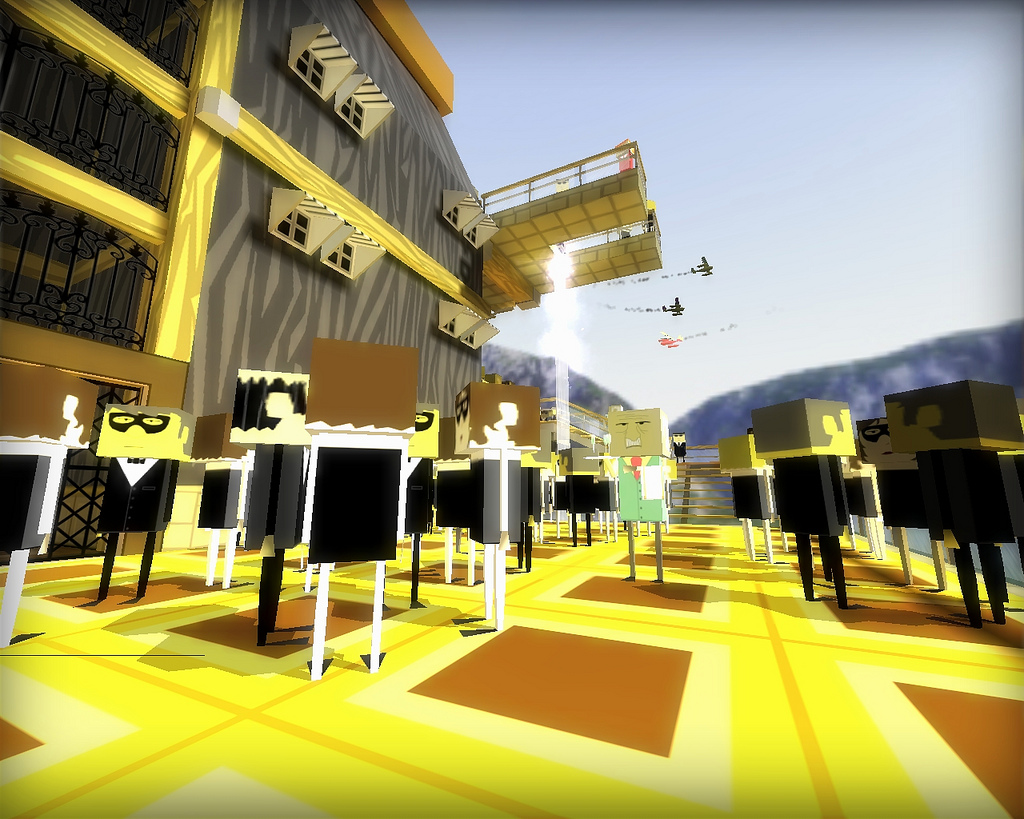
Gravity Bone utiliza una interfaz sin HUD y proporciona todos los objetivos y orientaciones a través de interacciones con los objetos y el entorno.

Gravity Bone es un videojuego de aventuras en primera persona que dura alrededor de 20 minutos y está ambientado en la ciudad ficticia de Nuevos Aires. El jugador controla a un espía sin nombre y tiene la tarea de cumplir varias misiones en las dos etapas del juego. Al final, el espía controlado por el jugador es asesinado por una mujer desconocida después de perseguirla a través de la última mitad del segundo nivel. El videojuego se diseñó con el objetivo de dejar sin una idea clara de cómo evoluciona la historia del juego.
Durante estas misiones, los objetivos y la orientación se proporcionan a través de las interacciones con los objetos y entornos. El sistema de tutorial utilizado para demostrar los elementos del juego, como la interacción con objetos y el movimiento, se disfraza como el primer nivel de Gravity Bone. Aquí, el jugador tiene la tarea de entregar una bebida contaminada a un personaje no jugador no especificado. Una vez que se completa el primer nivel, el jugador pasa al segundo nivel, que sigue el patrón del primero; se asigna un conjunto de acciones y objetivos relacionados con secuencias de plataformas.

## Desarrollo

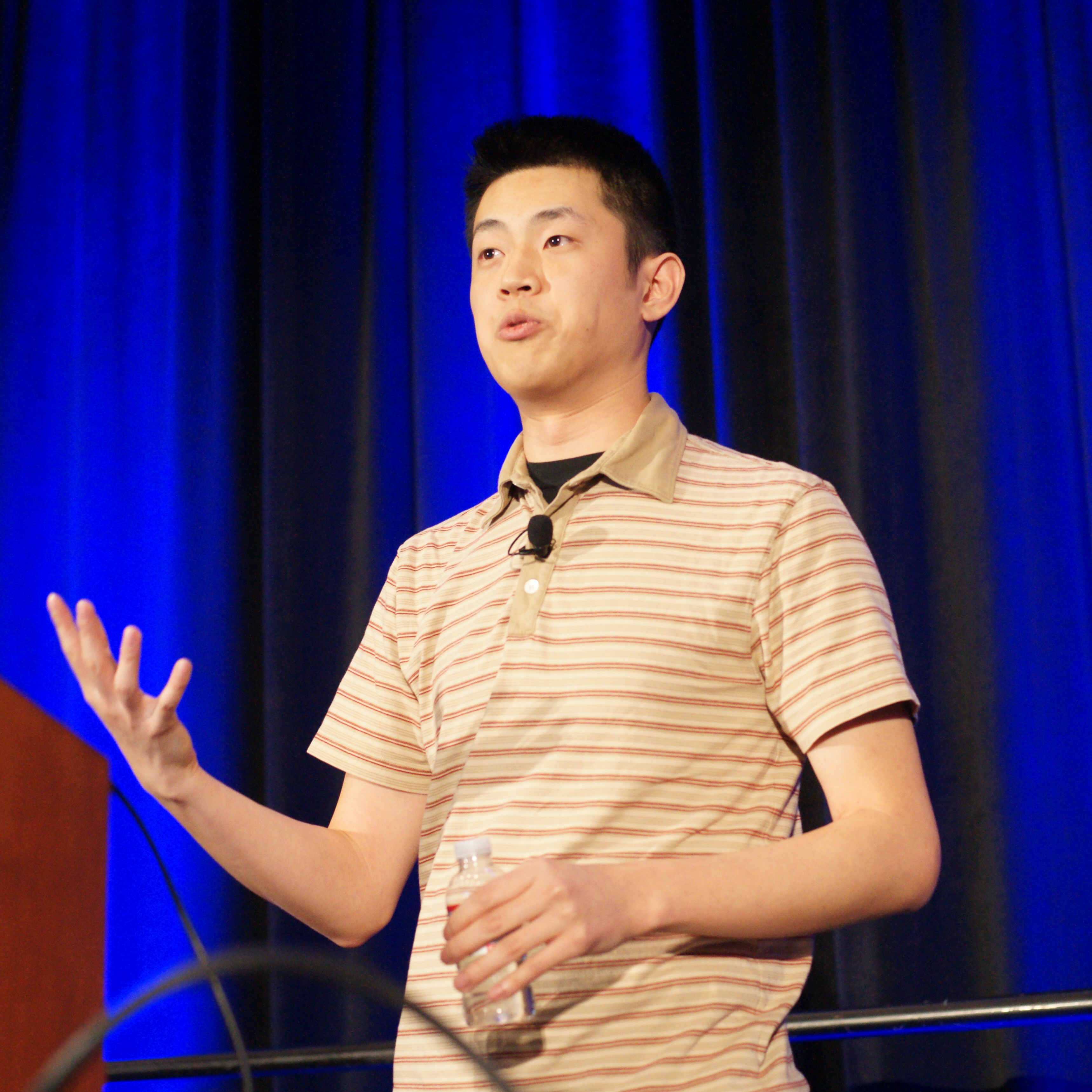
Brendon Chung, desarrollador de Gravity Bone, reveló que se realizaron varias versiones durante sólo un año de desarrollo.

Brendon Chung desarrolló Gravity Bone bajo su estudio de videojuegos Blendo Games. Él, quien trabajó como diseñador de niveles para Pandemic Studios, contribuyó al desarrollo de títulos como Full Spectrum Warrior y El Señor de los Anillos: la conquista. Se produjeron cuatro versiones de Gravity Bone durante el año de su desarrollo. Chung comentó durante una entrevista con FidGit que «Gravity Bone comenzó siendo muy diferente de lo que es ahora, y terminó siendo desechado... y así sucesivamente hasta que salió esta versión».  La primera versión de Gravity Bone presentaba elementos de disparos en primera persona más típicos que la versión lanzada, y se basaba en una serie de mapas de Quake 2 titulada Citizen Abel. Explicó que la primera versión del juego tenía al jugador corriendo con un arma, «disparando cosas y explotando». El desarrollo tomó una nueva dirección y Gravity Bone se transformó; el jugador actuaría como un pirata informático, «hackeando cosas todo el tiempo».
La mayoría de los elementos originales de disparos en primera persona se eliminaron en la tercera versión del juego, donde se incorporó un estilo de juego más orientado al espionaje, con el jugador «tratando de eliminar enemigos en silencio y sin ser visto». Chung comentó que modificó el juego varias veces más para que se ajustara a su visión: «Siguió cambiando y cambiando y cambiando hasta que tomó una dirección más orientada a la historia». Afirmó que no se sentía cómodo desarrollando Gravity Bone como un juego de disparos en primera persona y, como resultado, siguió agregando «partes y partes de elementos cada vez más poco convencionales». Explicó que «se quedó atascado en la idea de que el héroe nunca dispara un arma, sino que solo tiene un montón de herramientas en su cinturón, como un taladro eléctrico o una lata de freón presurizado, un destornillador... Supuse que sería divertido e interesante».
Gravity Bone fue desarrollado utilizando una versión modificada de id Tech 2 de id Software, el motor gráfico para Quake 2. Chung reconoció que, aunque ha trabajado con motores más nuevos, «potentes y flexibles», prefería el motor más antiguo porque se lanzó como una plataforma de código abierto, «para que pueda redistribuirlo de forma gratuita». La voz que aparece en las sesiones informativas de Gravity Bone se produjo utilizando programas de texto a voz, y el juego incorpora tres canciones de Xavier Cugat y His Orchesetra: «Maria Elena», «Brazil» y «Perfidia». Estas versiones de «Maria Elena» y «Perfidia» se utilizaron anteriormente por el director de cine Wong Kar-wai en la película de 1990 Días salvajes. Chung declaró que su pasión por las películas de Wong fue un factor importante en la selección de su música: «Él hace películas realmente hermosas y siempre quise usar la misma música en un videojuego». Dijo que sus películas tuvieron una fuerte influencia en el desarrollo del título.

## Recepción
Charles Onyett de IGN elogió a Gravity Bone y dijo que es «un juego que parece jugar con las nociones de heroísmo y villanía, y con las formas en las que el jugador se identifica y se dirige hacia ambos roles». Elogió todos los aspectos del juego y comentó que «la cohesión de su sorprendente presentación visual, banda sonora y efectos, y una historia casi completamente incomprensible se combinan para crear una atmósfera con una fuerza peculiar». Onyett concluyó su opinión del juego afirmando que «es un placer experimentarlo y nunca deja de deleitar y sorprender con su corta duración». Anthony Burch de Destructoid dio una crítica positiva, afirmando que «es tan estilísticamente unificado, tan consistentemente genial, extraño e imaginativo, que es casi imposible no enamorarse de él, incluso cuando el juego termina y te preguntas qué diablos pasó y por qué». También aplaudió varios aspectos técnicos y de diseño, expresando su aprecio por las «opciones estilísticas», así como por los efectos bloom «casi increíbles» que aparecen. Burch concluyó que Gravity Bone es «un gran viaje» y que «la atmósfera y el estilo por sí solos te llevarán hasta el final del viaje, el cual llega demasiado pronto».
Derek Yu de The Indie Games Source lo comparó  con Portal y afirmó que Chung pudo desarrollar «un estilo impecable para el diseño gráfico» mientras creaba Gravity Bone. Concluyó que el juego está «lleno de colores deliciosos y que presenta personajes "cabeza-cuadrada" que son infinitamente más interesantes a la hora de mirar e interactuar que los aterradores juegos Realdolls con los que los jugadores a menudo se ven obligados a lidiar en los FPS modernos». Yu explicó que tenía «suficiente estilo en sus dos niveles como para convertirlo en un éxito indie de finales de 2008». Un editor de The Refined Geek se mostró complacido con Gravity Bone y su secuela, Thirty Flights of Loving, otorgándoles a cada uno una puntuación de 8 sobre 10 y afirmando que «el disfrute de estos juegos proviene de notar todas las pistas ambientales sutiles y luego usar tu imaginación para trazar los puntos de conexión». El editor comentó que ambos destacan los elementos de la historia por encima de los gráficos e innovaciones técnicas, y dijo que la «verdadera fortaleza de cada juego proviene de su capacidad para contar una historia en un período de tiempo extremadamente corto.
Kirk Hamilton de Kotaku lo elogió y escribió: «Si tienes una PC, te debes a ti mismo jugar Gravity Bone». Dijo que era «una de las mejores cosas que he jugado en PC últimamente». Kieron Gillen de Rock, Paper, Shotgun consideró a Gravity Bone como una mezcla inteligente de Hitman, No-one Lives Forever y Team Fortress 2, afirmando que es el «juego más ingenioso» que ha jugado desde World of Goo. Gillen aplaudió todos sus aspectos y afirmó que Gravity Bone era un «juego artístico independiente cuyo efecto principal es deleitarte en todo momento». Recibió el premio al «Mejor juego de autor» en los premios de Game Tunnel de 2008.

## Secuela
Una secuela de Gravity Bone, Thirty Flights of Loving, se anunció como recompensa por contribuir al resurgimiento del podcast Idle Thumbs en Kickstarter. El título se lanzó a los patrocinadores de Kickstarter en julio de 2012 y luego se ofreció como un título adquirible en Steam, que incluía Gravity Bone como una característica adicional. Aunque no es una secuela directa en la historia de Gravity Bone, esta sigue al personaje principal en un atraco con otros dos personajes, el cual sale muy mal. El título fue aclamado por la crítica, quienes calificaron la narración muy breve pero no lineal de Thirty Flights como un uso novedoso del medio de los videojuegos. Se lanzó con un precio de 5 $ dólares.